# Jahangir Mirza
Jahangir Mirza (~1585- ~1507) fou un príncep timúrida d'Andijan.
A la mort del seu pare Umar Shaykh II (Umar Shaykh Mirza) i l'ascens al tron del seu germà gran Baber (juny de 1495) era encara jove. El 1497 Baber va anar a conquerir Samarcanda on va entrar a la ciutat (en una data no precisada de novembre (després d'un setge de set mesos). Baysunkur Mirza, amb 200 o 300 homes, va fugir cap a la ciutat de Turkestan (Yasi) i després cap a Kunduz amb Khusraw Shah. A finals de novembre Baber entrava a la ciutadella de Samarcanda on estaven els nobles locals. Per manca de botí els seus homes se'n tornaren aviat a casa a Andijan o altres pobles de la Vall de Fergana; un dels caps militars principals era Sultan Ahmad Tambal, darrerament situat a una mena d'estat major de Baber. Retornat a la vall de Fergana, Tambal va conspirar amb Awzun o Auzun Hasan, que Baber havia deixat encarregat del govern (junt amb Ali Dost Taghai) en la seva absència. Els dos homes van intentar convèncer a Baber de donar el govern d'Andijan i Akhsi al seu germà Jahangir Mirza, un noi jove amb una personalitat més dèbil, que podrien dominar fàcilment. Quan Baber va refusar la petició dels dos homes, aquestos van aixecar un exèrcit que va anar d'Akhsi, on era Tambal, fins a Andijan, i van assetjar la fortalesa on Ali Dost Taghai estava disposat a resistir. La mare i l'àvia de Baber, i diversos caps religiosos, eren a la ciutadella. Just en aquell moment Baber es va posar malalt i durant 4 dies no va poder ni parlar; mentre estava així va arribar un missatger dels rebels que va veure com estava de malalt Baber, i al retorn a Andijan va informar de la situació, però al mateix temps també ho va fer saber a Ali Dost Taghai amb el qual a aquest només li quedava l'opció de rendir-se; al mateix moment que passava això Baber ja s'estava recuperant i al cap de poc més de tres mesos de la conquesta de Samarcanda fou forçat a abandonar-la el febrer de 1498 per anar a Andidjan a salvar el tron. Quan va arribar a Khudjand es va assabentar que la fortalesa s'havia rendit i d'altra part els pocs homes que havia deixat a Samarcanda havien perdut el control davant d'Ali Sultan Mirza. El poder efectiu a Samarcanda de fet va quedar en mans de Khoja Yahya (o Khoja Muhammad Yahya), fill d'Hodji Ahrar (Khwaja Ubaydallah), els ancestres del qual ja exercien el càrrec de Shaykh al-Islam a la ciutat feia quatre-cents anys. El poder nominal a Andijan havia passat a Jahangir Mirza però de fet a Auzun Hasan i Ahmad Tambal. Baber va romandre a Khudjand; el kan de Mogulistan Mahmud Khan va acceptar atacar Andijan i va envair el territori, però fou frenat per la resistència a Akhsi. Sultan Muhammad Khanika (fill de Mahmud) i el seu guardià Ahmad Beg, foren enviats a Baber amb 5.000 homes però quan anava a atacar, els uzbeks van atacar el kanat de Mogulistan i les forces de Mahmud es van haver de retirar. Baber va tornar a demanar ajut i el Khan va nomenar a Sayyid Muhammad Husain (Doghlat), Ayub Bogchik i Jan-Hasan Barm per reunir-se amb Baber amb uns 7.500 homes. Amb aquest suport va intentar ocupar Andijan però els mongols van abandonar l'exèrcit perquè era el temps de la recollida de melons.
Baber va estar 18 mesos a Khudjand; va fer un intent cap a Samarcanda i un cap a Andijan, que no van reeixir. Però sembla que el govern d'Auzun Hasan i Ahmad Tambal no agradava als habitants; la ciutat de Marghilan, on tenia molta influència Muhammad Dost Taghai (fill d'Ali Dost Taghai), es va sotmetre a Baber i li va jurar fidelitat. Hasan i Tambal van atacar Marghilan però llavors es va revoltar Hasan Dikcha a Akhsi i va cridar a les forces de Baber. Aquest a més va rebre llavors el suport d'alguns homes enviats per Mahmud Khan i alguns que abandonaven el servei d'Auzun Hasan i després d'una derrota parcial prop de Marghilan, Hasan i Tambal es van retirar en desorde cap a Andijan on havien deixat al front dels afers a Nasir Beg, marit de la germana d'Auzun Hasan. Al final de la primavera del 1499 Baber es va presentar a Andijan i Auzun Hasan va fugir a l'oest mentre Ahmad Tambal es va retirar a l'est a la fortalesa d'Auzkint. Baber va entrar a Andijan el juny de 1499; Auzun es va rendir a Akhsi i després de portar-lo amb la seva gent a Andijan se li va permetre marxar a Karatigin, però Tambal va seguir la lluita. Per un relat més detallat dels fets que van passar llavors, vegeu Sultan Ahmad Tambal.
Baber es va trobar que a Andijan no tenia poder; Qambar Ali i Ali Dost Taghai i el seu fill Muhammad Dost Ali controlaven la situació i van imposar una treva (febrer del 1500) que va repartir la vall de Fergana entre Baber i Jahangir/Tambal; Tambal i Jahangir van rebre Akhsi com a capital i les zones al nord del riu Sihun i alguna població a l'oest; es faria un atac conjunt a Samarcanda i si era ocupada seria per Baber, que deixaria la seva part de Fergana.
El juny de 1500 Baber va marxar a Samarcanda i només sortir es va trencar la treva; pel camí Baber va saber que Muhammad Shaybani Khan havia ocupat Samarcanda i es va retirar a Xahrisabz en poder dels tarkhans (clan dels que tenien el títol genguiskànida de Tarkhan i els seus clients, que eren nombrosos a Samarcanda, Bukharà i Shahr-i Sabz), però aquestos, després d'una aliança inicial amb Baber, es van aliar a Khusraw Shah de Kunduz i Hisar, mentre a Andijan el cap local Ali Dost Taghai va canviar lleialtats i va reconèixer a Jahangir Mirza, sotmetent-se a Tambal. Baber va fer diversos moviments cada vegada amb menys homes i finalment van decidir fer un cop de mà contra Samarcanda i de manera sorprenent la van ocupar; la data no se sap però fou el desembre de 1500 o gener de 1501. L'abril o maig del 1501 les forces shibànides (uzbeks) el van atacar i derrotar a Sar-i Pol, i el van assetjar a Samarcanda, havent de fugir de la ciutat al cap d'uns mesos, de nit (setembre de 1501) i va passar l'hivern a les muntanyes. A la primavera del 1502 va anar a Taixkent amb el seu oncle (matern) el kan Mahmud Khan de Mogulistan que va acordar concedir-li el govern d'Ura-Tepe, però el governador d'aquesta, Muhammad Husayn Mirza Doghlat, no li va voler entregar (per iniciativa pròpia o per orde del mateix kan, que estava cansat dels fracassos dels seu nebot); mentre Baber estava a Dihkat o Dehkat, als districtes muntanyosos d'Ura Tepe, Muhammad Shaybani va atacar territori de Mahmud Khan i Baber va anar a defensar al seu oncle; un vent glaçat anomenat haderwish va matar part de la seva gent de fred; quan va arribar a Beshkent va trobar que Shaybani ja s'havia retirat (1502). Llavors Mahmud Khan va decidir fer una expedició a Andijan per agafar posicions davant els uzbeks, i ho va encomanar al seu germà Ahmad Khan; Baber s'hi va allistar i va rebre el comandament d'una secció. L'exèrcit mongol va ocupar Osh i algunes fortaleses van reconèixer a Baber i aquest va fer un atac a Andijan, però fou sorprès per Tambal al seu campament, sent derrotat i ferit. Mahmud Khan li va retirar el seu comandament que va donar a Ahmad Khan i va acordar donar a Baber les ciutats d'Akhsi i Kasan i el dret de conquesta de Samarcanda. Amb 2.000 mongols va anar a Akhsi que era governada pel germà de Tambal, que va acceptar l'entrada de Baber a la ciutat, conservant el comandament d'una de les fortaleses i establint-se Baber a una altra una mica allunyada de la ciutat.
Jahangir Mirza va aprofitar aquell moment per fugir de la tutela de Tambal i es va presentar al campament del seu germà i es va posar a les seves ordes (1502). Tambal llavors es va sentir pressionat i es va aliar als shibànides als que va convidar a Fergana oferint a canvi d'ajuda governar a la vall de Fergana sota sobirania del kan uzbek; llavors Ahmad Khan va assetjar Andijan. A la primavera del 1503 Shaybani va fer una incursió a Ura Tepe. Ahmed Khan va abandonar el setge d'Andijan i Mahmud Khan va reunir un exèrcit de 30.000 homes per atacar als uzbeks, ordenant a Baber de fer una distracció per Akhsi. La Baber-nama descriu l'estratègia de les dues parts. Tambol, va enviar reforços a Akhsi que mercès a la complicitat del seu germà que romania al govern i controlava una fortalesa va poder dominar la ciutat; Baber el va enfrontar i es va lliurar la batalla d'Akhsi en la qual Tambal va triomfar. Els dos germans kans de Mogolistan no van tenir temps de reunir els seus contingents, i els 15.000 homes que estaven amb Ahmad es van retirar acompanyats de Baber i Jahangir Mirza (i un tercer germà de nom Nasir Mirza) cap a Mogulistan. Van travessar el riu Khodjend i estaven arribant a Akhsi, quan es va presentar Xibani, amb 30.000 homes, que havia evitat els dos exèrcits mongols que havien de cobrir el gruix principal (un a Taixkent a un a Ura Tepe). Acompanyaven al kan uzbek els seus parents Kotxkunju Sultan, Siyunish Sultan (oncles de Shaybani), Janibeg Sultan (cosí germà), i altres. Els mongols no es van poder organitzar pel combat i foren completament derrotats (juny de 1503) i els dos kans fets presoners (Baber, Jahangir i Nasir en canvi, que van lluitar pel kan, van poder fugir a les muntanyes al sud de Fergana). Quan la notícia es va saber a Taixkent, la guarnició manada per Muhammad Sultan Khanika, fill de Mahmud Khan, va córrer a retirar-se cap al Mogulistan propi, mentre Muhammad Husayn Mirza Doghlat es va retirar d'Ura Tepe cap a Karatigin.
Shaybani va tractar amb generositat als seus il·lustres presoners i va insistir en tres matrimonis amb la seva família com a preu per l'alliberament: el seu fill Muhammad Timur es casaria amb Dughlat Sultan Khanum, germana dels dos kans; ell mateix es casaria amb Anba Sultan Khanum; i Janibeg Sultan es casaria amb Kuruz Khanum; a més 30.000 soldats dels kans serien incorporats a l'exèrcit uzbek. Taixkent i Shahrukhia havien de ser cedides (la primera ja havia estat evacuada però a la segona la mare dels dos kans dirigia la guarnició); aquestes negociacions es van fer el juny de 1503. No és clar el resultat: segons uns els dos kans foren executats o enverinats a Arčiyan el juny del 1503; segons altres Ahmed Khan, el més jove dels dos, va tornar a Mogolistan però va morir al poc d'arribar pels efectes del verí. El presoner que fou pitjor tractat fou Khoja Abul Mokaram, un amic de Baber. Shaybani va establir guarnicions a les principals poblacions de Fergana i va tornar a Samarcanda.
Com que Tambal, només marxar Shaybani, es va voler apoderar de Taixkent (sense aconseguir-ho), el cap uzbek va retornar (1504) i va atacar la vall de Fergana. Quan Shaybani va arribar a Marghinan, Tambol es va retirar cap a Andijan amb dos mil homes. El setge d'aquesta va durar 40 dies; llavors se li va unir Muhammed Husayn Mirza Doghlat de Ura Tepe, el pare de l'historiador Haydar, que era el seu germà de llet. Khosraw Shah va recomanar a Tambal de rendir-se; aquest va acceptar i es va rendir amb els seus germans i només sortir foren executats pels uzbeks. Andijan no obstant no fou saquejada per orde de Shayibani, que tot seguit es va establir a Samarcanda. Taixkent fou cedida als seus oncles paterns Kotxkunju i Siyunish i el seu cosí Janibeg Sultan fou nomenat governador d'Andijan. Mahmud Sultan, germà de Shaybani, va rebre el govern de Bukharà, i l'emir Yakub fou nomenat darugha (governador) de Shahrukhia. Baber, Jahangir i Nasir van passar l'hivern del 1503 al 1504 amagats amb pocs homes a Sukh al sud d'Isfara, i a l'inici de l'estiu de 1504 van sortir i van marxar cap al Khorasan; a l'octubre es van apoderar de Kabul i el govern de Gazni, que en depenia, fou donada a Jahangir Mirza. Com que hi havia molts que esperaven prebendes i Baber tenia pocs recursos, va fer una ràtzia de saqueig cap al Sind (1505) i durant aquesta expedició es va produir un complot per posar al tron de Kabul a Jahangir Mirza, complot que aquest mateix va revelar al seu germà a la tornada i fou avortat.
Jahangir va restar al seu govern de Gazni fins al 1507 quan va morir. Aquest govern fou donat poc temps després al seu germà Nasir Mirza.